# ピッピ 南の島へ
『ピッピ 南の島へ』（ピッピ みなみのしまへ、原題: Pippi Långstrump i Söderhavet）は、アストリッド・リンドグレーンの古典子ども向け小説、『長くつ下のピッピ』と『ピッピ 船にのる』に続く1948年刊行の続編である。本作品の舞台は、『長くつ下のピッピ』の出来事からしばらく後に設定されており、ピッピのさらなる冒険と経験が中心となっている。また、父が謎の失踪をしたのは原住民の島の王様として称えられていたためである、という主人公の説が真実であることが確認される。

## 物語の筋
本書では、自分の家であるごたごた荘が売りに出されていると思い込んで、自分を醜いとか馬鹿にする俗物的な太った観光客を追い払ったり、トミーとアニカが通う学校の教師の試験中にうっかり口を滑らせてしまったり、はしかにかかったトミーとアニカを楽しませたりと、ピッピの新しい経験が紹介される。さらに、突然消えたように見えた父（船長）から、父が王となっている原住民の住む南国の島に招待されたとの連絡が入る。ピッピと仲間たちは、父の島の王国へと船出し、そこに住む原住民たちと知り合い、ピッピは「ピッピロッタ姫」と呼ばれるようになる。

## 翻案
本書は1970年に映画に翻案された。ピッピは、海賊に捕まった父親を助けるために、友人のアニカやトミーに助けを求めて海に出る。インゲール・ニルションがピッピを、マリア・ペーションがアニカを演じた。監督はオッレ・ヘルボム。

## 日本語訳版
- 1965年『ピッピ 南の島へ』（リンドグレーン作品集）、大塚勇三（翻訳）、桜井誠（絵）、岩波書店、ISBN 978-4001150636
- 2019年『ピッピ 南の島へ』（リンドグレーン・コレクション）、菱木晃子（翻訳）、イングリッド・ヴァン・ニイマン（絵）、岩波書店、ISBN 978-4001157338